# 숫돌

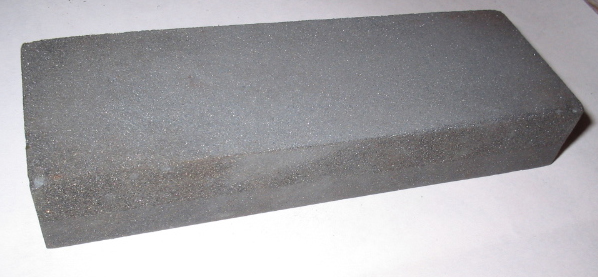

숫돌은 칼 등을 갈아서 날을 세우는 데 쓰는 돌이다. 자연숫돌과 인공숫돌이 있는데, 가장 많이 사용하는 것은 탄화규소와 산화알루미늄으로 만든 인공 숫돌이다. 종류는 거친 숫돌, 중간 숫돌, 마무리 숫돌 등이 있다.

## 종류
- 거친 숫돌 - 새 칼을 쓸 때나 칼날이 크게 손상되었을 때에 사용한다.
- 중간 숫돌 - 칼날을 세울 때 사용하며, 평상시 칼을 갈 때 보편적으로 중간 숫돌을 이용하여 칼을 간다.
- 마무리 숫돌 - 중간 숫돌로 칼날을 세운 다음, 더욱 정교하게 날을 세우고자 할 때와 칼에 나있는 아주 작은 흠집 등을 깨끗이 제거할 때 사용한다.

## 참고 문헌
- 이 문서에는 다음커뮤니케이션(현 카카오)에서 GFDL 또는 CC-SA 라이선스로 배포한 글로벌 세계대백과사전의 내용을 기초로 작성된 글이 포함되어 있습니다.